# Emerson, Lake & Palmer (음반)
《Emerson, Lake & Palmer》는 1970년 11월 20일, 영국에서 발매된 영국의 프로그레시브 록 밴드 에머슨, 레이크 & 파머의 데뷔 스튜디오 음반이다(카탈로그 ILPS 9132호). 이 음반의 초기 북미 발매는 몇 주 후인 1971년 1월 1일에 애틀랜틱 레코드의 코틸리온 레코드 자회사(카탈로그 SD 9040호)에서 이루어졌다. 녹음은 이 그룹이 아직 라이브 공연을 하지 못한 1970년 7월 애드비전 스튜디오에서 이루어졌고, 3개월 동안 계속되었다. 이 음반은 1970년 아일오브와이트 페스티벌에서 이 그룹의 쇼에 의해 지원되었다.
《Emerson, Lake & Palmer》는 영국 음반 차트에서 4위, 미국 빌보드 200에서 18위에 올랐다. 캐나다에서 이 음반은 5월 8일부터 3차례에 걸쳐 17위에 올랐고 35주 동안 100위 안에 들었다. 〈Lucky Man〉은 미국 빌보드 핫 100 싱글 차트에서 48위에 올랐다.

## 커버 아트
커버 아트는 영국 화가 니크 다트넬이 그린 것이다. 원래부터 미국의 그룹 스피릿을 대상으로 한 것으로 알려져 있고, 커버의 왼쪽에 있는 대머리 남자가 스피릿의 드러머 에드 캐시디라고 말해 왔지만, 아티스트는 록팝의 마이크 골드스타인과의 인터뷰에서 이를 부인했다. "위키피디아에 따르면, 그 이미지가 LA 밴드 스피릿과 어떻게든 연관되어 있다는 소문을 잠시나마 불식시키고 싶습니다. 사실은 ELP "새"를 그릴 당시 LA에서 그들에게 보낸 스피릿의 초상화도 그렸습니다. 그 그림의 구석에는 아주 비슷한 새가 등장했습니다. 저는 스피릿으로부터 만약 그들이 제때에 그들의 그림을 받았다면, 그들은 《Twelve Dreams of Dr. Sardonicus》의 뒷면에 그것을 붙였을 것이라고 말하는 메시지를 받았습니다. 저는 랜디 캘리포니아와 수년간 친해졌고 1982년 12인치 EP 《All Along the Watchtower》에 실린 사진을 찍었습니다. "새"에 나오는 대머리 이미지는 정령의 에드 캐시디와 아무런 관련이 없고 그와 닮은 것도 없습니다. 에드가 아직 정령 초상화를 가지고 있으니, 그렇다고 들었습니다."

## 평가
| 전문가 평가              | 전문가 평가 |
| 평가 점수                | 평가 점수   |
| 출처                     | 점수        |
| ------------------------ | ----------- |
| AllMusic                 | [ 5 ]       |
| Christgau's Record Guide | C           |
| Rolling Stone            | (favorable) |
| Classic Rock Revisited   | A           |
| The Daily Vault          | A-          |
| Sound & Vision           | [ 10 ]      |

비평가 로버트 크리스트가우는 "이것은 이 보조들이 사랑하는 템포, 시간, 열쇠, 역동성으로 가득 찬 키보드 대표작 〈The Barbarian〉으로 막을 올립니다. 이 제목은 그들이 스스로를 19세기 '클래식' 전통을 폐기한 로큰롤 훈족으로 본다는 것을 의미하나요? 아니면 그들은 자신들이 《아이다》의 에티오피아 사람들을 묘사하는 베르디 같다고 생각하나요? 그런 혼란으로부터 음악은 이 무거운 반 손의 반향시와 교향시처럼 엉뚱하게 흐릅니다. 시는 말할 것도 없고 말이에요."

## 곡 목록
| #  | 제목              | 작사                    | 작곡                                                    | 재생 시간 |
| -- | ----------------- | ----------------------- | ------------------------------------------------------- | --------- |
| 1. | 〈The Barbarian〉 | 기악                    | 버르토크 벨러 (편곡: 키스 에머슨, 그렉 레이크, 칼 파머) | 4:27      |
| 2. | 〈Take a Pebble〉 | 레이크                  | 레이크                                                  | 12:32     |
| 3. | 〈Knife-Edge〉    | 레이크, 리처드 프레이저 | 레오시 야나체크, 요한 제바스티안 바흐 (편곡: 에머슨)    | 5:04      |

| #  | 제목                                                                            | 작사   | 작곡         | 재생 시간 |
| -- | ------------------------------------------------------------------------------- | ------ | ------------ | --------- |
| 1. | 〈The Three Fates - a. Clotho – 1:48 - b. Lachesis – 2:43 - c. Atropos – 3:15〉 | 기악   | 에머슨       | 7:46      |
| 2. | 〈Tank〉                                                                        | 기악   | 에머슨, 파머 | 6:49      |
| 3. | 〈Lucky Man〉                                                                   | 레이크 | 레이크       | 4:36      |

## 인증
| 국가                       | 인증 | 판매량/출하량 |
| -------------------------- | ---- | ------------- |
| 영국 (BPI)                 | 골드 | 100,000^      |
| 미국 (RIAA)                | 골드 | 500,000^      |
| ^출하량을 기반으로 한 인증 |      |               |